# Moschea centrale di Edimburgo
La moschea centrale di Edimburgo (conosciuta ufficialmente come moschea Re Fahd e centro islamico di Edimburgo), si trova a Potterrow vicino all'Università di Edimburgo ed il Museo nazionale di Scozia. La moschea ed il centro islamico sono stati progettati da Basil Al-Bayati; per la sua costruzione ci sono voluti più di 6 anni ed un costo di 3,5 milioni di sterline.
La sala principale può contenere oltre un migliaio di fedeli, con una sala di preghiera per le donne su un balcone che domina la sala. La moschea ha bellissimi lampadari.
L'architettura combina uno stile islamico tradizionale con uno stile baronale scozzese.